# Apophylia cyaneolimbata
Apophylia cyaneolimbata es un coleóptero de la familia Chrysomelidae.
Fue descrita científicamente por primera vez en 1922 por Laboissiere.